# Stadio Olímpico del Ghiaccio
El Stadio OlÍmpico del Ghiaccio (en español, estadio olímpico de hielo) es un estadio cubierto ubicado en la ciudad de Cortina d'Ampezzo en los Alpes Dolomitas, región del Véneto, Italia. Fue inaugurado el 26 de octubre de 1955 y posee una capacidad para 7.000 espectadores. El estadio acogió las ceremonias de apertura y clausura de los Juegos Olímpicos de Invierno de 1956.
En los Juegos Olímpicos de Cortina d'Ampezzo 1956 albergó también las competencias de Patinaje artístico sobre hielo, y los juegos importantes del hockey sobre hielo.
En 1981 la pista de hielo del estadio se cubrió con un techo, de esta forma se perdió la vista que tenían las gradas sobre el valle, el principal problema por el que se cubrió el estadio fueron las abundantes nevadas que incrementaron los altos costos de gestión del recinto. 
Ahora el estadio está completamente cubierto de vidrio que permite ver las montañas desde la tribuna principal.
El estadio acogerá el curling y el curling en silla de ruedas en los Juegos Olímpicos y Paralímpicos Milán-Cortina d'Ampezzo 2026. El estadio también acogerá la ceremonia de clausura de los Juegos Paralímpicos Milán-Cortina 2026. 

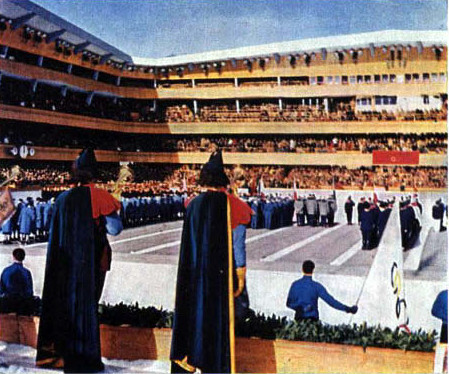
Ceremonia de apertura de los juegos de 1956.
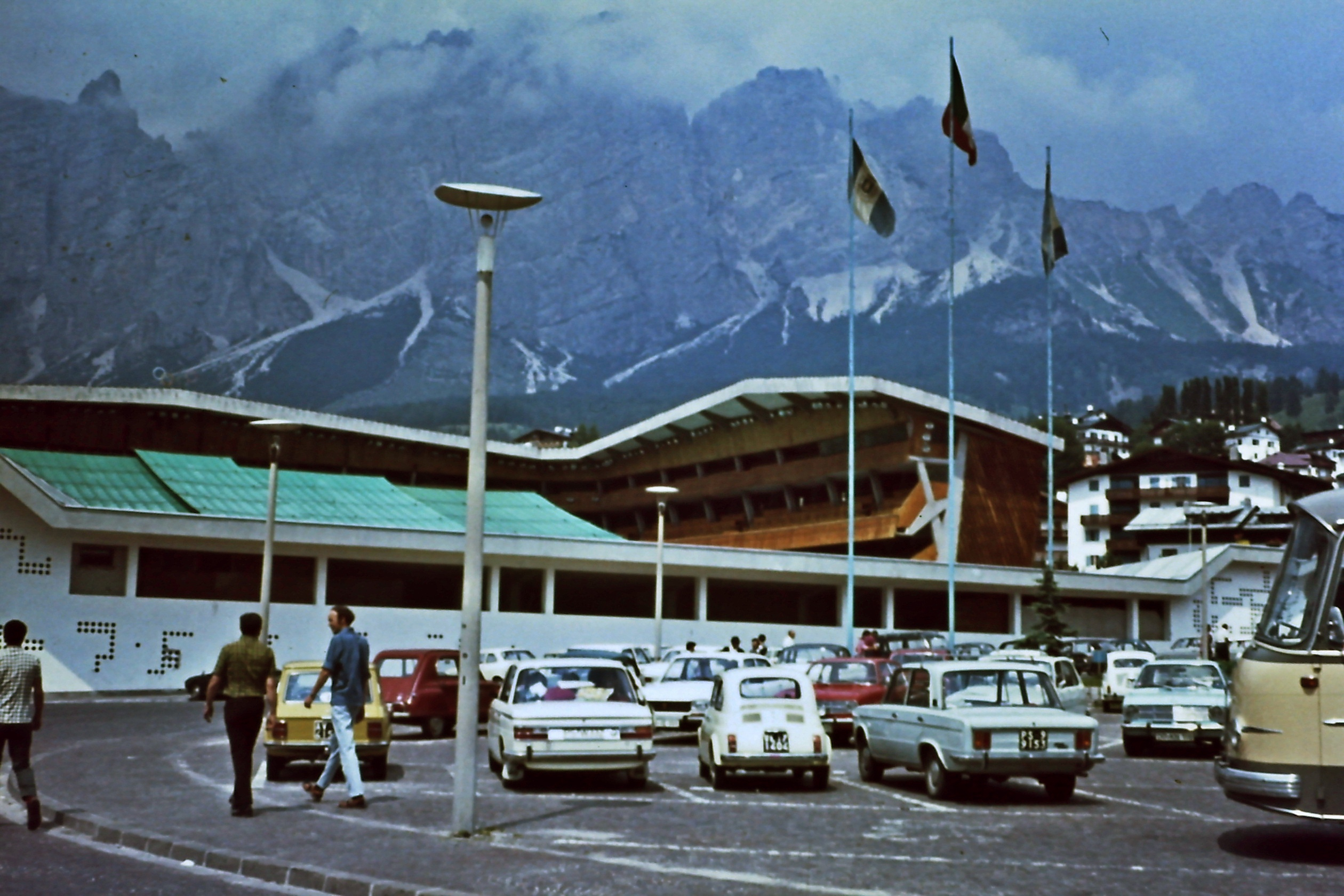